# Parafia Imienia Najświętszej Maryi Panny w Brójcach
Parafia Imienia Najświętszej Maryi Panny w Brójcach (województwo lubuskie) – rzymskokatolicka parafia, położona w dekanacie Babimost, diecezji zielonogórsko-gorzowskiej, metropolii szczecińsko-kamieńskiej w Polsce, erygowana w 1866.